# Santo Domingo, Cuba
Santo Domingo là một đô thị và thành phố ở tỉnh Villa Clara của Cuba.
Khu định cư này được lập năm 1819 và được lập thành đô thị năm 1879.

## Dân số
Năm 2004, đô thị Santo Domingo có dân số 53.840. với diện tích 883 km² (340,9 mi²), và mật độ dân số 61,0người/km² (158người/sq mi).
Đô thị này được chia thành các barrio Alvarez, Arenas, Baracaldo, Cascajal, Cerrito, Este, Jicotea, Jiquiabo, Manacas, Mordazo, Oeste, Puerto Escondido, Río, Rodrigo, San Bartolomé, San Marcos và Yabucito.